# Ivan Savitski
Ivan Savitski (en rus Иван Савицкий) (Grozni, 4 de novembre de 1993) és un ciclista rus, professional des del 2012 i actualment a l'equip Gazprom-RusVelo. Combina la carretera amb la pista.

## Palmarès en ruta
- 2014
  -  Campió de Rússia sub-23 en ruta
- 2015
  - 1r a la Volta a Sèrbia i vencedor de 3 etapes
  - Vencedor de 2 etapes al Gran Premi de Sotxi
  - Vencedor d'una etapa al Tour de Kuban
  - Vencedor d'una etapa a la Volta al llac Qinghai
- 2017
  - Vencedor d'una etapa a la Volta a Eslovàquia

### Resultats al Giro d'Itàlia
- 2016. 104è de la classificació general
- 2017. Abandona (15a etapa)

## Palmarès en pista
- 2009
  -  Campió del món júnior en Persecució per equips (amb Konstantin Kuperasov, Víktor Manakov i Matvey Zubov)
  -  Campió d'Europa júnior en Persecució per equips (amb Konstantin Kuperasov, Víktor Manakov i Matvey Zubov)
- 2012
  -  Campió d'Europa sub-23 en Persecució per equips (amb Matvey Zubov, Nikolay Zhurkin i Víktor Manakov)
- 2013
  -  Campió de Rússia en Madison (amb Víktor Manakov)
  -  Campió de Rússia en Persecució per equips

### Resultats a laCopa del Món
- 2012-2013
  - 1r a Aguascalientes, en Persecució per equips